# Famille Lyttelton (Angleterre)
Cette page explique l’histoire ou répertorie les différents membres de la famille Lyttelton.
La famille Lyttelton (ou Littleton) est une famille subsistante de la noblesse britannique, originaire du comté du Worcestershire. Elle s'est distinguée par les fonctions politiques et militaires occupées par ses membres.
Elle a été illustrée par Charles Lyttelton, 10e vicomte Cobham, gouverneur général de Nouvelle-Zélande (1909-1977).

## Histoire
Thomas Littleton est récompensé en 1465 lors de la guerre des Deux-Roses par Édouard IV d'Angleterre de la Maison d'York pour avoir soutenu son parti.
John Lyttelton (1519-1590) obtient plusieurs honneurs de la part de la reine Élisabeth Ire d'Angleterre et étend les processions familiales. Son petit-fils John Lyttelton (1561-1601) prend le parti de Robert Devereux, 2e comte d'Essex dans sa rébellion contre Edward Coke. Ses domaines lui sont confisqués et il meurt à la Prison de King's Bench cependant le roi Jacques Ier d'Angleterre décide de restituer les domaines à la famille.
Humphrey Lyttelton, frère du précédent, se convertit au catholicisme et participe à la Conspiration des Poudres en 1605 contre le roi Jacques Ier d'Angleterre et finit exécuté pour haute trahison.
Edward Littleton, 1er baron Lyttleton s'est opposé plusieurs fois à Charles Ier d'Angleterre durant sa carrière tout en restant modéré pour ne pas perdre complètement la faveur du roi.
La famille soutient également la cause royaliste durant la guerre civile et combat au côté de Charles II d'Angleterre à la Bataille de Worcester. Henry Lyttelton, 2e baronnet de Frankley est emprisonné à la Tour de Londres après la bataille mais la famille va soutenir la restauration de la monarchie.
La branche aînée de la famille Lyttelton succède au titre de vicomte Cobham et baron Cobham à la suite du décès de Richard Temple-Nugent-Brydges-Chandos-Grenville, 3e duc de Buckingham et Chandos (1823-1889) grâce à une condition successoral spéciale qui fait des descendants des deux sœurs du premier titulaire ses héritiers.
Edward Walhouse, petit-neveu par son père de Sir Edward Littleton, 4e baronnet de Pillaton Hall, change son nom en « Littleton » par licence royale du 23 juillet 1812 lorsqu'il hérite de Teddesley Hall, dans le comté de Staffordshire, de son grand-oncle paternel.
La famille Lyttelton compte également plusieurs joueurs de cricket.

## Personnalités

### Vicomtes Cobham
- Sir Thomas Lyttelton, 1er baronnet de Frankley (1593-1650), homme politique et militaire, fils de John Lyttleton ;
- Sir Henry Lyttelton, 2e baronnet de Frankley (1624-1693), homme politique et militaire, fils du précédent ;
- Charles Lyttelton, 3e baronnet de Frankley (1628-1716), homme politique et militaire, frère du précédent ;
- Thomas Lyttelton, 4e baronnet de Frankley (1686-1751), homme politique et militaire, fils du précédent ;
- George Lyttelton, 1er baron Lyttelton (1709-1773), homme politique, fils du précédent ;
- Thomas Lyttelton, 2e baron Lyttelton (1744-1779), homme politique, fils du précédent ;
- William Lyttelton, 1er baron Lyttelton (1724-1808), homme politique, oncle du précédent ;
- George Lyttelton, 2e baron Lyttelton (1763-1828), homme politique, fils du précédent ;
- William Lyttelton, 3e baron Lyttelton (1782-1837), homme politique, frère du précédent ;
- George Lyttelton, 4e baron Lyttelton (1817-1876), homme politique, fils du précédent ;
- Lucy Lyttelton (1841-1925), écrivaine, fille du précédent ;
- Charles Lyttelton, 8e vicomte Cobham (1842-1922), homme politique, frère de la précédente ;
- John Lyttelton, 9e vicomte Cobham (1881-1949), homme politique et militaire, fils du précédent ;
- Charles Lyttelton, 10e vicomte Cobham (1909-1977), homme politique et diplomate, fils du précédent ;
- John Lyttelton, 11e vicomte Cobham (1943-2006), homme politique et agriculteur, fils du précédent ;
- Christopher Lyttelton, 12e vicomte Cobham (1947-), agriculteur, frère du précédent ;
- Charles Lyttelton (1714-1768), homme d'église, fils de Thomas Lyttelton, 4e baronnet de Frankley ;
- William Lyttelton (1820-1884), homme d'église, fils de William Lyttelton, 3e baron Lyttelton ;
- Neville Lyttelton (1845-1931), militaire, fils de George Lyttelton, 4e baron Lyttelton ;
- Arthur Lyttelton (1852-1903), homme d'église, frère du précédent ;
- Edward Lyttelton (1855-1942), homme d'église, frère du précédent ;
- George Lyttelton (1883-1962), enseignant et écrivain, fils de Charles Lyttelton, 8e vicomte Cobham ;
- Humphrey Lyttelton (1921-2008), musicien, fils du précédent.

### Vicomtes Chandos
- Alfred Lyttelton (1857-1913), homme politique, fils de George Lyttelton, 4e baron Lyttelton ;
- Oliver Lyttelton, 1er vicomte Chandos (1893-1972), homme politique et militaire, fils du précédent ;
- Antony Lyttelton, 2e vicomte Chandos (1920-1980), homme politique et militaire, fils du précédent ;
- Thomas Lyttelton, 3e vicomte Chandos (1953-), homme politique, fils du précédent.

### Baronnets de Stoke Milburgh
- Sir Adam Littleton, 1er baronnet de Stoke Milburgh (1590-1647), homme politique, fils de Thomas Littleton ;
- Sir Thomas Littleton, 2e baronnet de Stoke Milburgh (1621-1681), homme politique, fils du précédent ;
- Sir Thomas Littleton, 3e baronnet de Stoke Milburgh (1647-1709), homme politique, fils du précédent ;
- Edward Littleton, 1er baron Lyttelton (1589-1645), homme politique, cousin du précédent.

### Barons Hatherton
- Edward Littleton, 1er baron Hatherton (1791-1863), homme politique, fils de Moreton Walhouse ;
- Edward Littleton, 2e baron Hatherton (1815-1888), homme politique, fils du précédent ;
- Edward Littleton, 3e baron Hatherton (1842-1930), homme politique et militaire, fils du précédent ;
- Edward Littleton, 4e baron Hatherton (1868-1944), homme politique et militaire, fils du précédent ;
- Edward Littleton, 5e baron Hatherton (1900-1969), homme politique et militaire, fils du précédent ;
- John Littleton, 6e baron Hatherton (1906-1973), homme politique et militaire, frère du précédent ;
- Thomas Littleton, 7e baron Hatherton (1907-1985), homme politique et militaire, frère du précédent ;
- Edward Littleton, 8e baron Hatherton (1950-), homme politique, cousin du précédent.

## Titres et armoiries

### Titres
- Vicomte Chandos (9 septembre 1954)[6]
(Pairie du Royaume-Uni)
- Vicomte Cobham (23 mai 1718)[7]
(Pairie de Grande-Bretagne)
  - Baron Lyttelton (13 août 1794)[8]
(Pairie de Grande-Bretagne)
  - Baron Westcote (29 avril 1776)[9]
(Pairie d'Irlande)
  - Baron Cobham (23 mai 1718)[10]
(Pairie de Grande-Bretagne)
  - Baronnet Lyttelton de Frankley (25 juillet 1618)[11] baronnetage d'Angleterre
- Baron Lyttelton d'Aldershot (19 avril 2000)[12]
(Pairie à vie)
- Baron Hatherton (11 mai 1835)[13]
(Pairie du Royaume-Uni)
- Baron Lyttelton (15 novembre 1756)[14]
(Pairie de Grande-Bretagne)
- Baron Lyttelton (18 février 1641)[15]
(Pairie d'Angleterre)
- Baronnet Littleton de Stoke Milburgh (14 octobre 1642)[16] baronnetage d'Angleterre
- Baronnet Littleton de Pillaton Hall (28 juin 1627)[16] baronnetage d'Angleterre

### Armoiries

Westcote

Lyttelton-Westcote

« D'argent à un chevron accompagné de trois coquilles, le tout de sable. »

« D'argent à la bande côtoyée de deux cotices, le tout de sable, à la bordure de gueules semée de besants d'or. »

« Écartelé : aux I et IV, d'argent au chevron accompagné de trois coquilles, le tout de sable, qui est de Lyttelton ; aux II et III, d'argent à la bande côtoyée de deux cotices, le tout de sable, à la bordure de gueules semée de besants d'or, qui est de Westcote. »

## Généalogie
Cet arbre généalogique représente la lignée agnatique, par conséquent seul la descendance patronymique est développée.

### Arbre généalogique de la famille Lyttelton
Arbre généalogique de la famille Lyttelton
- Thomas Westcote (1384-1471) X Elizabeth de Littleton (1382-1450)
  - Thomas Littleton (≈1422-1481) X Johanna Burley (?-1505)
    - Richard Littleton (1443-1518) X Alice Winesbury (?-?)
      - Edward Littleton (≈1489-1558) X Helen Swynnerton (?-?) (dont descendance) puis épouse Isabel Hill (?-?) en 1553 (sans descendance).
        - Edward Littleton (?-1574) X Alice Cockayne (?-?)
          - Jane Littleton (?-?) X John Lane (1565-1605)
          - Edward Littleton (?-?) X Margaret Devereux (?-?)
            - Edward Littleton (?-1630) X (1598) Mary Fisher (?-?)
              - Anne Littleton (?-1697) X Thomas Holte (1571-1654) (dont descendance) puis épouse Charles Leigh (1625-1704) (dont descendance).
              - Walter Littleton (?-?) X Priscilla Pemberton (?-?)
              - Sir Edward Littleton, 1er baronnet de Pillaton Hall (1599-1657) X Hester Courteen (?-?)
                - Sir Edward Littleton, 2e baronnet de Pillaton Hall (1632-1709) X Mary Wrottesley (?-?)
                  - Edward Littleton X (1670) Susannah Biddulph (?-1704)
                    - Sir Edward Littleton, 3e baronnet de Pillaton Hall (?-1742)X Mary Hoare (?-1761)
                    - Fisher Littleton (?-1740) X Frances Whitehall (?-?)
                      - Sir Edward Littleton, 4e baronnet de Pillaton Hall (1727-1812) X Frances Horton (?-?)
                      - Frances Littleton (?-?) X (1760) Moreton Walhouse (1731-1838)
                        - Suite de l'arbre généalogique : baron Hatherton

                    - Susanna Littleton (?-?) X Sir William Coryton, 3e baronnet de Newton (1650-1711)
                    - Catherine Littleton (?-?) X John Floyer (?-?)

                - Margaret Littleton (?-?) X Robert Napier (?-?)
                - Sarah Littleton (?-1693) X (1659) Arthur Corbet (1625-1690)

              - Lettice Littleton (1601-?) X William Washbourne (?-?)

            - Eleanor Littleton (1558-?) X William Babington (?-1628)

          - Mary Littleton (1560-1622) X (1582) Walter Vernon (1551-1592)

        - Barbara Littleton (?-?) X Henry Gower (?-?) (sans descendance) puis épouse
        - Constance Littleton (?-?) X James Fuljambe (?-?)

    - William Lyttleton (1450-1507) X Ellyn Walsh (?-?)
      - John Lyttleton (?-1532) X Elizabeth Talbot (?-?)
        - John Lyttelton (1519-1589) X Bridgett Packington (1522-?)
          - Gilbert Lyttelton (1540-1599) X (1550) Elizabeth Coningsby (1530-1603)
            - John Lyttelton (1561-1601) X (1590) Meriel Bromley (1560-?)
              - Thomas Lyttelton, 1er baronnet de Frankley (1593-1650) X Catherine Crompton (?-1666)
                - Sir Henry Lyttelton, 2e baronnet de Frankley (1624-1693) X (1663) Philadelphia Carey (?-1663) (sans descendance) puis épouse Elizabeth Newport (?-?) (sans descendance).
                - Charles Lyttelton, 3e baronnet de Frankley (1628-1716) X Anne Temple (1649-1718)
                  - Thomas Lyttelton, 4e baronnet de Frankley (1686-1751) X (1708) Christian Temple (1678-1748)
                    - Christian Lyttelton (1710-1750) X (1731) Thomas Pitt (1705-1761)
                    - Anne Lyttelton (?-?) X (1744) Francis Ayscough (?-?)
                    - George Lyttelton, 1er baron Lyttelton (1709-1773) X (1742) Lucy Fortescue (1718-1746) (dont descendance) puis épouse Elizabeth Rich (?-1795) en 1749 (sans descendance).
                      - Lucy Lyttelton (1742-1783) X (1767) Arthur Annesley, 1st Earl of Mountnorris (1744-1816)
                      - Thomas Lyttelton (2e baron Lyttelton (1744-1779) X (1772) Apphia Witts (?-1840)

                    - Suite de l'arbre généalogique : baron Lyttelton
                    - Richard Lyttelton (?-1770) X (1745) Rachael Russell (1700-1777)
                    - Charles Lyttelton (1715-1768)

                  - Charles Lyttelton (?-1712)
                  - Cary Lyttelton (?-1741) X Sir Theophilus Biddulph, 3e baronnet de Westcombe (1683-1743)

              - Jane Lyttelton (?-?) X (1627) Sherrington Talbot (?-1677)
              - Bridget Lyttelton (?-?) X (1617) Robert Tracy, 2e vicomte Tracy (1593-1662)

            - Humphrey Lyttelton (1576-1606)

      - Joan Lyttleton (1475-1505) X John Aston (1671-1523)

    - Thomas Littleton (1464-1522) X (1491) Mary Bottreaux (1473-1520)
      - John Littleton (1510-1560) X (1548) Alice Thorne (1530-1597)
        - Thomas Littleton (1548-1621) X Frances Burley (1550-?)
          - Sir Adam Littleton, 1er baronnet de Stoke Milburgh (1590-1647) X (1615) Audrey Poyntz (1597-1648)
            - Sir Thomas Littleton, 2e baronnet de Stoke Milburgh (1621-1681) X  (1639) Anne Littleton (1623-1705)
              - Sir Thomas Littleton, 3e baronnet de Stoke Milburgh (1647-1709) X (1682) Anne Baun (?-1714)
              - Catherine Littleton (1665-1730) X John Adams (1650-?)

            - Anne Littleton (1622-1655) X (1646) Thomas Powys (1617-1671)

        - Edward Littleton (1549-1622) X (1588) Mary Walter (1565-1633)
          - Edward Littleton, 1er baron Littleton (1589-1645) X (1623) Elizabeth Jones (1593-?)
            - Anne Littleton (1623-1705) X (1639) Sir Thomas Littleton, 2e baronnet de Stoke Milburgh (1621-1681)

  - Branche famille Westcote

### Suite de l'arbre généalogique: branche principale des vicomtes Cobham
- William Lyttelton, 1er baron Lyttelton (1724-1808) X (1761) Mary MaCartney (?-1765)
  - Hester Lyttelton (1762-1785) X (1783) Sir Richard Hoare, 2e baronnet de Barn Elms (1758-1838)
  - Charles Lyttelton (1764-1781)
  - George Lyttelton, 2e baron Lyttelton (1763-1828)
- William Lyttelton, 1er baron Lyttelton (1724-1808) X (1774) Caroline Bristow (1745-1809)
  - Caroline Lyttelton (1777-1833) X (1808) Reginald Pole-Carew (1753-1835)
  - William Lyttelton, 3e baron Lyttelton (1882-1937) X (1813) Sarah Spencer (1787-1870)
    - Caroline Lyttelton (1816-1902)
    - George Lyttelton, 4e baron Lyttelton (1817-1876) X (1839) Mary Glynne (1813-1857)
      - Meriel Lyttelton (1840-1925) X (1860) John Talbot (1835-1910)
      - Lucy Lyttelton (1841-1925) X (1864) Frederick Cavendish (1836-1882)
      - Charles Lyttelton, 8e vicomte Cobham (1842-1922) X (1878)Mary Cavendish (1853-1937)
        - Maud Lyttelton (1880-1953) X (1908) Hugh Wyndham, 4e baron Leconfield (1877-1963)
        - John Lyttelton, 9e vicomte Cobham (1881-1949) X (1908) Violet Leonard (1886-1966)
          - Charles Lyttelton, 10e vicomte Cobham (1909-1977) X (1942) Elizabeth Makeig-Jones (1915-1986)
            - John Lyttelton, 11e vicomte Cobham (1943-2006) X (1974) Penelope Cooper (1954-) (sans descendance) puis épouse Lisa Clayton (1959-) (sans descendance).
            - Juliet Lyttelton (1944-) X (1967) John Dugdale (?-)
            - Elizabeth Lyttelton (1946-) X (1967) George Weld-Forester, 8e baron Forester (1938-2004)
            - Christopher Lyttelton, 12e vicomte Cobham (1947-) X (1973) Teresa Readman (1947-)
              - Oliver Lyttelton (1976-)
              - Sophie Lyttelton (1978-) X (2009) George Merrylees (?-)

            - Richard Lyttelton (1949-) X (1971) Romilly Barker (?-)
              - Mary Lyttelton (1976-) X George McFerran (?-)
              - Thomas Lyttelton (1986-)

            - Nicholas Lyttelton (1951-2014) X (1980) June Carrington (?-1993)
              - David Lyttelton (1981-2006)

            - Lucy Lyttelton (1954) X (1980) Mark Kemp-Gee (1945-)
            - Sarah Lyttelton (1954-2005) X (1976) Nicholas Bedford (?-)

          - Meriel Lyttelton (1911-1930)
          - Viola Lyttelton (1912-1987) X (1946) Robert Grosvenor, 5e duc de Westminster (1910-1979)
          - Audrey Lyttelton (1918-2007) X (1950) David Lindsay (1910-1968)
          - Lavinia (1921-2007) X (1945) Cecil Rolt (1920-1945) (sans descendance) puis épouse John Dennys (?-1973) en 1949 (dont descendance).

        - George Lyttelton (1883-1962) X (1919) Pamela Adeane (1889-1975)
          - Helena Lyttelton (1923-?) X (1940) Peter Lawrence (1913-2005)
          - Diana Lyttelton (1920-2008) X (1957) Alexander Hood, 7e vicomte Hood (1914-1999)
          - Humphrey Lyttelton (1921-2008) X (1948) Patricia Gaskell (1929-?)
            - Henrietta Lyttelton (1949-)

          - Humphrey Lyttelton (1921-2008) X (1952) Elizabeth Richardson (1933-)
            - Anthony Lyttelton (1955-) X (1989) Emma Hunt (?-)
              - Lucy Lyttelton (1989-)
              - Charles Lyttelton (1991-)
              - Olivier Lyttelton (1993-)

            - David Lyttelton (1958-)
            - Georgina Lyttelton (1963-)

          - Margaret Lyttelton (1926-2015) X (1949) Robert Bourne (?-?)
          - Mary Lyttelton (1929-2022) X(1953) Arthur Cox (1925-2003)

        - Frances Lyttelton (1885-1918) X (1911) Henry Guest (1874-1957)
        - Charles Lyttelton (1887-1931) X (1920) Sibell Adeane (1890-1980)
          - John Lyttelton (1921-1944)
          - Martin Lyttelton (1923-1923)

        - Rachel Lyttelton (1892-1965) X (1919) Sir Walter Buchanan-Riddell, 12e baronnet de Riddell (1879-1934)
        - Richard Lyttelton (1893-1977) X (1931) Judith Clive (1905-1993)
          - Spencer Lyttelton (1939-1996)
          - Thomas Lyttelton (1940-)

      - Albert Lyttelton (1844-1928)
      - Neville Lyttelton (1845-1931) X (1883) Katharine Stuart-Wortley (1860-1943)
        - Lucy Lyttelton (1884-1977) X (1908) Charles Masterman (1873-1927)
        - Hilda Lyttelton (1886-1972) X (1909) Arthur Grenfell (1873-1958)
        - Mary Lyttelton (1894-1985) X (1919) William Hichens (1874-1940)

      - George Lyttelton (1847-1913)
      - Lavinia Lyttelton (1849-1939) X (1870) Edward Talbot (1844-1934)
      - Arthur Lyttelton (1852-1903) X (1880) Kathleen Clive (1856-1907)
        - Margaret Lyttelton (1882-1970) X (1914) Lancelot Edward Becher (1882-1960)
        - Archer Lyttelton (1884-1959) X (1921) Mwyndeg Clowes (1883-1951) (dont descendance) puis épouse Cynthia Anderson (?-?) en 1953 (sans descendance).
          - Judith Lyttelton (1924-1979) X (1950) Henry Johnson (1924-2008)

        - Stephen Lyttelton (1887-1959) X (1919) Maureen Smith (1895-?)
          - Barbara Lyttelton (1921-2012) X (1947) Charles Fawcus (?-1985)

        - Stephen Lyttelton (1887-1959) X (1938) Mary Gascoigne (1912-1945)
          - Mary Lyttelton (1939-) X (1970) Malcolm Fraser de Reelig (?-)
          - Edward Lyttelton (1944-)

        - Stephen Lyttelton (1887-1959) X (1947) Phoebe Graham (1911-2003)
          - Cicely Lyttelton (1950-) X (1979) Peter Northrop (?-)

      - Robert Lyttelton (1854-1939) X (1884) Edith Santley (1860-1926)
      - Edward Lyttelton (1855-1942) X (1888) Caroline West (1860-1919)
        - Norah Lyttelton (1890-1965)
        - Delia Lyttelton (1892-1964)

      - Mary Lyttelton (1857-1875)
      - Alfred Lyttelton (1857-1913) X (1885) Octavia Tennant (1862-1886)
        - Alfred Lyttelton (1886-1888)

      - Alfred Lyttelton (1857-1913) X (1892) Edith Balfour (1865-1948)
        - Oliver Lyttelton, 1er vicomte Chandos (1893-1972) X (1920) Moira Osborne (1892-1976)
          - Antony Lyttelton, 2e vicomte Chandos (1920-1980) X (1949) Caroline Lascelles (1928-2024)
            - Laura Lyttelton (1950-)
            - Thomas Lyttelton, 3e vicomte Chandos (1953-) X (1985) Arabella Bailey (1955-)
              - Olivier Lyttelton (1986-)
              - Benedict Lyttelton (1988-)
              - Rosanna Lyttelton (1990-)

            - Matthew Lyttelton (1956-)
            - Deborah Lyttelton (1963-)

          - Rosemary Lyttelton (1922-2003) X (1951) Anthony Chaplin, 3e vicomte Chaplin (1906-1981)
          - Julian Lyttelton (1923-1944)
          - Nicholas Lyttelton (1937-) X (1960) Margaret Hobson (1936-1993)
            - Celia Lyttelton (1965-) X (1985) Andrew Rae (?-)
            - Francis Lyttelton (1967-) X Beatriz Sopeña Martinez (1974-)
              - Olivier Lyttelton (2009-)

        - Mary Lyttelton (1895-1982) X (1928) Sir George Craik, 2e baronnet de Kennoway (1910-1929)
        - Anthony Lyttelton (1900-1901)

    - George Lyttelton, 4e baron Lyttelton (1869) Sybella Clive (1836-1900)
      - Sarah Lyttelton (1870-1942) X (1900) John Bailey (1864-1931)
      - Sybil Lyttelton (1873-1934) X (1895) Lionel Cust (1859-1929)
      - Hester Lyttelton (1874-1958) X (1904) Cyril Alington (1872-1955)

    - Spencer Lyttelton (1818-1889) X (1848) Henrietta Cornewall (1829-1917)
      - William Lyttleton (1849-1882)

    - William Lyttelton (1820-1884) X (1854) Emily Pepys (1833-1877) (sans descendance) puis épouse Constance Yorke (1842-1920) en 1880 (sans descendance).
    - Lavinia Lyttelton (1821-1850) X (1843) Henry Glynne (1810-1872)

### Suite de l'arbre généalogique: branche rattachée des barons Hatherton
- Morton Walhouse (1761-1841) X Anne Portal (1766-1853)
  - Edward Littleton, 1er baron Hatherton (1791-1863) X (1812) Hyacinthe Wellesley (1789-1849) (dont descendance) puis épouse Caroline Hurt (1809-1897) en 1852 (sans descendance).
    - Hyacinthe Littleton (1813-1847)
    - Emily Littleton (1814-1851) X (1832) Charles Pierrepont, vicomte Newark (1805-1850)
    - Edward Littleton, 2e baron Hatherton (1815-1888) X (1941) Margaret Percy (1813-1897)
      - Edward Littleton, 3e baron Hatherton (1842-1930) X (1867) Charlotte Rowley (1844-1923)
        - Edward Littleton, 4e baron Hatherton (1868-1944) X (1897) Hester Hoskins (1870-1947)
          - Joyce Littleton (1898-1968) X (1923) James Gairdner (?-1934) (sans descendance) puis épouse Samuel Prince (?-?) (sans descendance).
          - Norah Littleton (1899-1997) X (1923) Samuel Allsopp (1899-1975)
          - Edward Littleton, 5e baron Hatherton (1900-1969) X (1925) Ida Legge (1887-1969)
            - Joanna Littleton (1926-2021) X (1948) Robert Perceval (1914-2005)
            - Jane Littleton (1929-?) X (1967) Charles Wright

          - Lilah Littleton (1902-1988) X (1922) Stewart Harrison (?-?)
          - Youla Littleton (1904-1992) X (1927) John Harris (?-1965)
          - John Littleton, 6e baron Hatherton (1906-1973) X (1932) Nora Smith (?-1955)
            - Moonyeen Littleton (1933-)

          - John Littleton, 6e baron Hatherton (1906-1973) X (1955) Mary Roberts (?-?)
            - Modwena Littleton (1947-) X (1968) Edward Willison (?-) (dont descendance) puis épouse Peter Orchard (?-) en 1978 (sans descendance).
            - Richard Littleton (1949-) X (1975) Shirley Adamson (?-) (dont descendance) puis épouse Linda Hoyland (?-) en 1992 (sans descendance).
              - Ian Littleton (1981-)
              - Kirsty Littleton (1985-)

            - Johnathan Littleton (1949-) X (1970) Maxine Mills (?-?)
              - Alexander Littleton (1970)
              - Rosalind Littleton (1972-)
              - Melissa Littleton (1975-)

          - Thomas Littleton, 7e baron Hatherton (1907-1985) X (1933) Ann McLeod (1994)
            - Hyacinthe Littleton (1934-) X (1955) Patrick Peterken (?-?)

          - Hester Littleton (1912-2000)

        - Margaret Littleton (1869-1945) X (1899) Bertram Portal (1866-1949)
        - Algernon Littleton (1871-1951) X (1913) Alice Lewis (?-1955)
        - Charles Littleton (1872-1950) X (1903) Aline Hervey-Bathurst (1877-1919) (dont descendance) puis épouse Lettice Paget (1880-1969) en 1922 (sans descendance).
          - Mervyn Littleton (1908-1970) X (1940) Margaret Sheehy (?-?)
            - Aileen Littleton (1941-) X (1963) Roberto Odor (?-)
            - Cynthia Littleton (1943-) X (1964) Giovanni Peralta (?-)
            - Edward Littleton, 8e baron Hatherton (1950-) X (1974) Hilda Robert (?-)
              - Melissa Littleton (1975-)
              - Thomas Littleton (1977-)
              - Valerie Littleton (1981-)

        - Hyacinthe Littleton (1874-1951)
        - Susan Littleton (1877-?) X (1900) Owen Jacson (?-1935)
        - William Littleton (1882-1956) X (1920) Lilian Davis (?-1954)
          - Margaret Littleton (1921-2000) X (1948) Edward Dew (?-?)
          - John Littleton (1924-1992) X (1956) Hilda Pardy (?-?)
            - Deborah Littleton (1960-) X (1981) Thomas Collins (?-)
            - Susan Littleton (1965-)

        - Mary Littleton (1884-?)
        - Edith Littleton (1888-1976)

      - Algernon Littleton (1844-1912) X (1874) Margaret Needham (1849-1940)
        - Margaret Littleton (1875-1885)
        - Louisa Littleton (1876-1970) X (1899) Henry Clowes (1868-1916) (dont descendance) puis épouse Ronald Storrs (1881-1955) en 1923 (sans descendance).
        - Hyacinthe Littleton (1877-1961)
        - Isobel Littleton (1879-1972) X (1906) Thomas Salmon (?-1932)
        - Blanche Littleton (1880-1964) X (1907) Ernest Clowes (1869-1951)
        - Algernon Littleton (1881-1943) X (1912) Violet Salusbury-Trelawny (1892-1973)
          - Leonard Littleton (1913-1996) X (1941) Sheila Couldrey (1916-1986)
          - Robert Littleton (1915-2005) X (1946) Wendy Stevens (1920-?)
            - Susan Littleton (1952-)
            - Zoë Littleton (1955-)

        - Eleanor Littleton (1884-1963)
        - Josceline Littleton (1886-1969) X (1920) Annie Wolley-Dod (1897-1961)
          - Margaret Littleton (1921-2023) X (1943) Alfred Smitz (?-?) (dont descendance) puis épouse Robert Leech (?-?) en 1948 (dont descendance).

        - Richard Littleton (1888-1945) X (1934) Robert Salmon (?-?)
          - Joanna Littleton (1935-) X (1976) Brian Bashall (1928-2016)
          - Marilyn Littleton (1937-)

        - Cecil Littleton (1890-1917) X (1913) Brenda Hewitt (1891-1972)
          - Diana Littleton (1915-?) X Stephen Early (?-?)

      - Henry Littleton (1844-1933) X (1898) Agnes Shaw-Stewart (1862-1935)
      - William Littleton (1847-1889)
      - Cecil Littleton (1850-1912) X (1881) Katherine Rowley (?-1935)

    - Caroline Littleton (1817-1892) X (1838) Frederick Lambart, 8e comte de Cavan (1815-1887)

  - Charlotte Walhouse (1792-1837) X (1818) George Chetwode (1791-1870)
  - Sophia Walhouse (1800-1875) X (1820) Josceline Percy (1784-1856)

## Alliances

### Branche des vicomtes Cobham

#### Alliances anciennes (XVesiècle-XIXesiècle)
Cette famille s'est alliée aux familles : Bottreaux (1491), Thorne (1548), Hill (1553), Vernon (1582), Walter (1588), Bromley (1590), Fisher (1598), Poyntz (1615), Tracy (1617), Jones (1623), Talbot (1627), Powys (1646), Corbet (1659), Carey (1663), Biddulph (1670), Baun (1682), Temple (1708), Pitt (1731), Fortescue (1742), Ayscough (1744), Russell (1745), Rich (1749), Walhouse (1760), MaCartney (1761), Annesley (1767), Witts (1772), Bristow (1774), Hoare (1783), Pole-Carew (1808), Spencer (1813), Glynne (1839 et 1843), Cornewall (1848), Pepys (1854), Talbot (1860 et 1870), Cavendish (1864 et 1878), Clive (1869, 1880 et 1931), Yorke (1880), Stuart-Wortley (1883), Santley (1884), Tennant (1885), West (1888), Cust (1895), Adams, Aston, Babington, Biddulph, Burley, Cockayne, Coryton, Courteen, Crompton, Devereux, Floyer, Fuljambe, Gower, Hoare, Holte, Horton, Lane, Leigh, de Littleton, Napier, Floyer, Newport, Packington, Pemberton, Swynnerton, Walsh, Washbourne, Whitehall, Winesbury, Wrottesley...

#### Alliances contemporaines (XXesiècle-XXIesiècle)
Cette famille s'est alliée aux familles : Bailey (1900), Alington (1904), Leonard (1908), Masterman (1908), Wyndham (1908), Grenfell  (1909), Guest (1911), Becher (1914), Adeane (1919 et 1920), Hichens (1919), Buchanan-Riddell (1919), Smith (1919), Clowes (1921), Gascoigne (1938), Lawrence (1940), Makeig-Jones (1942), Rolt (1945), Grosvenor (1946), Fawcus (1947), Graham (1947), Gaskell (1948), Bourne (1949), Dennys (1949), Johnson (1950), Lindsay (1950), Richardson (1952), Anderson (1953), Cox (1953), Hood (1957), Weld-Forester (1967), Fraser de Reelig (1970), Barker (1971), Readman (1973), Cooper (1974), Bedford (1976), Northrop (1979), Carrington (1980), Kemp-Gee (1980), Hunt (1989), Merrylees (2009), Clayton, Dugdale, McFerran...

### Branche des vicomtes Chandos
Cette famille s'est alliée aux familles : Balfour (1892), Osborne (1920), Craik (1928), Lascelles (1949), Chaplin (1951), Hobson (1960), Bailey (1985), Rae (1985), Sopeña Martinez...

### Branche des barons Hatherton

#### Alliances anciennes (XVIIesiècle-XIXesiècle)
Cette famille s'est alliée aux familles : Wellesley (1812), Chetwode (1818), Percy (1820 et 1941), Pierrepont (1832), Lambart (1838), Hurt (1852), Rowley (1867), Needham (1874), Rowley (1881), Hoskins (1897), Shaw-Stewart (1898), Clowes (1899), Portal (1899), Portal...

#### Alliances contemporaines (XXesiècle-XXIesiècle)
Cette famille s'est alliée aux familles : Jacson (1900), Hervey-Bathurst (1903), Salmon (1906), Clowes (1907), Salusbury-Trelawny (1912), Hewitt (1913), Lewis (1913), Davis (1920), Wolley-Dod (1920), Harrison (1922), Paget (1922), Allsopp (1923), Gairdner (1923), Storrs (1923), Legge (1925), Harris (1927), Smith (1932), McLeod (1933), Salmon (1934), Sheehy (1940), Couldrey (1941), Smitz (1943), Stevens (1946), Dew (1948), Leech (1948), Perceval (1948), Peterken (1955), Roberts (1955), Pardy (1956), Odor (1963), Peralta (1964), Wright (1967), Willison (1968), Mills (1970), Robert (1974), Adamson (1975), Bashall (1976), Orchard (1978), Collins (1881), Hoyland (1992), Early, Prince...